# Stolidoptera tachasara
Espèce
Stolidoptera tachasara est une espèce de lépidoptères (papillons) de la famille des Sphingidae, de la sous-famille des Macroglossinae, de la tribu des Dilophonotini et du genre Stolidoptera. C'est l'espèce type pour le genre. 

## Description
L'envergure des ailes varie de 79 à 92 mm. Cette espèce est très typée, avec un large lobe sur la marge costale de l'aile postérieure qui decsend au-dessous du bord de l'aile antérieure au repos.

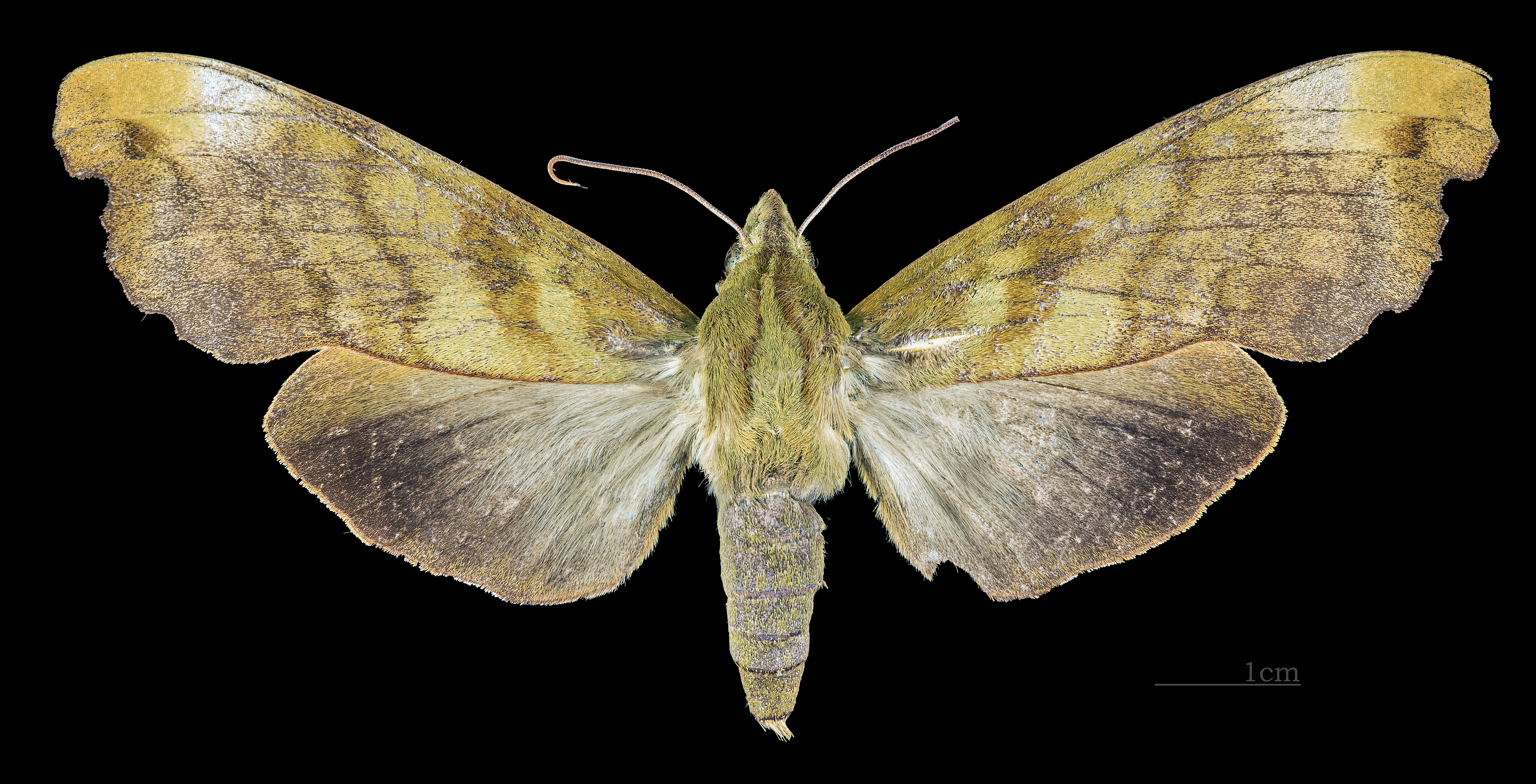
Face dorsale de la femelle (coll.MHNT)
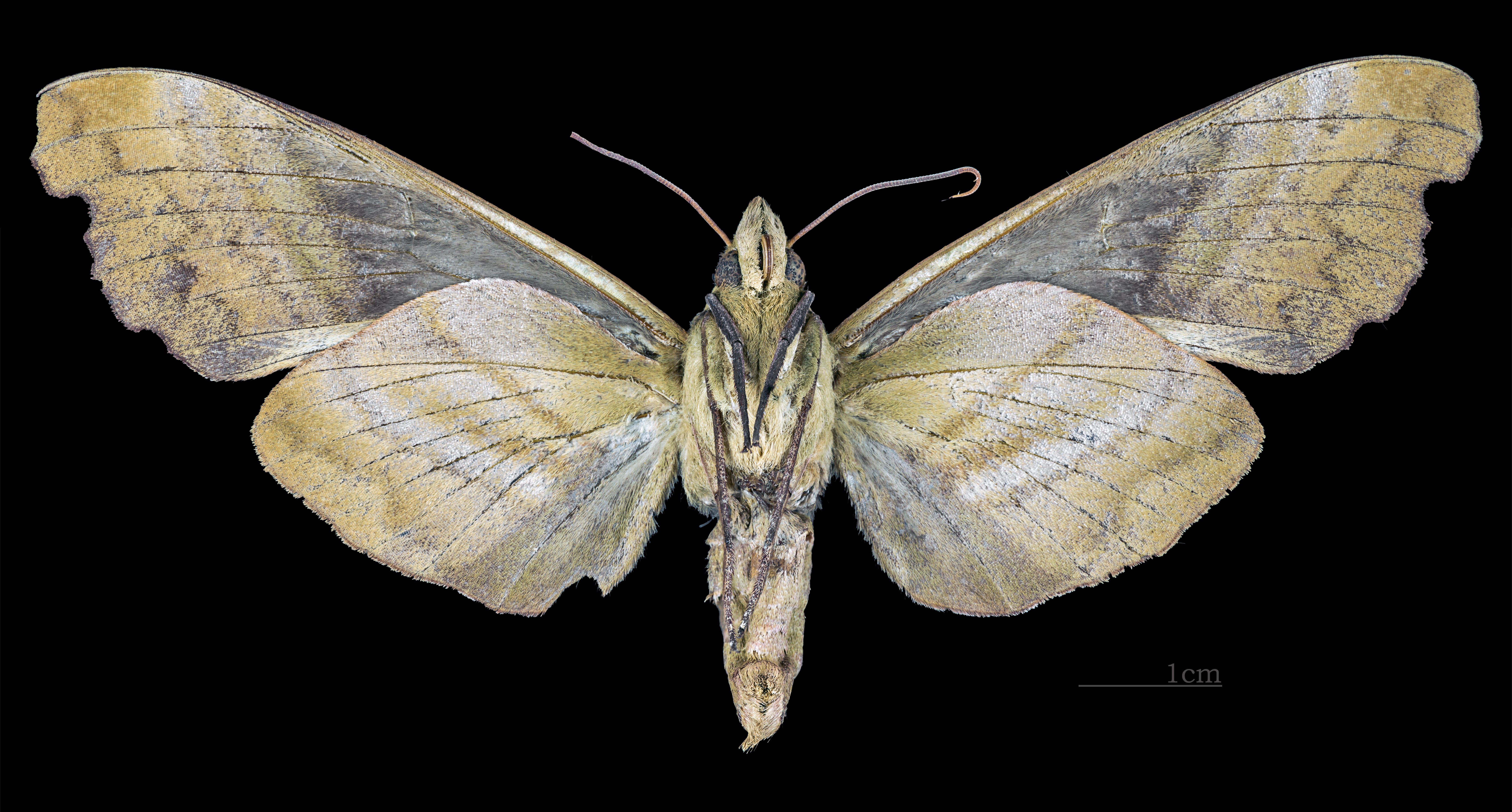
Face ventrale de la femelle (coll.MHNT)

## Répartition et habitat
Répartition
L'espèce est connue en Amérique centrale : Mexique, Guatemala, Panama et au Costa Rica, mais aussi au nord de l'Amérique du Sud : au Venezuela et en  Bolivie.

## Biologie
- Les adultes volent pratiquement toute l'année (sauf mars et décembre) au Costa Rica.
- Les chenilles se nourrissent sur Thalia geniculata et Prunus annularis.

## Systématique
- L'espèce Stolidoptera tachasara a été décrite par l'entomologiste britannique Herbert Druce en 1888, sous le nom initial d'Aleuron tachasara[1].
- La localité type est le Panama : Volcan de Chiriqui.

### Synonymie
- Aleuron tachasara Druce, 1888 Protonyme